# Cybinka (gemeente)
De gemeente Cybinka is een stad- en landgemeente in het Poolse woiwodschap Lubusz, in powiat Słubicki.
De zetel van de gemeente is in Cybinka.
Op 30 juni 2004 telde de gemeente 6761 inwoners.

## Oppervlakte gegevens
In 2002 bedroeg de totale oppervlakte van gemeente Cybinka 279,72 km², waarvan:
- agrarisch gebied: 32%
- bossen: 59%

De gemeente beslaat 27,98% van de totale oppervlakte van de powiat.

## Demografie
Stand op 30 juni 2004:
| Omschrijving                   | Totaal | Totaal | Vrouwen | Vrouwen | Mannen | Mannen |
| ------------------------------ | ------ | ------ | ------- | ------- | ------ | ------ |
| eenheid                        | aantal | %      | aantal  | %       | aantal | %      |
| inwoners                       | 6761   | 100    | 3366    | 49,8    | 3395   | 50,2   |
| bevolkingsdichtheid (inw./km²) | 24,2   | 24,2   | 12      | 12      | 12,1   | 12,1   |

In 2002 bedroeg het gemiddelde inkomen per inwoner 1312,41 zł.

## Plaatsen
Białków, Bieganów, Drzeniów, Grzmiąca, Kłopot, Koziczyn, Krzesin, Maczków, Mielesznica, Radzików, Rąpice, Rybojedzko, Sądów, Tawęcin, Urad.

## Aangrenzende gemeenten
Gubin, Maszewo, Rzepin, Słubice, Torzym (gemeente). De gemeente grenst aan Duitsland.